# Eochaid V mac Condlai
Eochaid V mac Condlai (zm. 553) – król Dál nAraidi jako Eochaid II mac Condlai od ok. 498 r., król Ulaidu (Ulsteru) z dynastii Dál nAraidi od 526 r. do swej śmierci, syn króla Dál nAraidi Condli (Connli), syna Caelbada, legendarnego króla Ulsteru i na wpół legendarnego zwierzchniego króla Irlandii.
Dál Fiatach panował nad królestwem Ulaid od ok. połowy V w. Eochaid został pierwszym królem Ulaidu ze swego klanu od czasu dziadka. Według listy królewskiej znajdującej się w „Księdze z Leinsteru” objął tron Dál nAraidi po swym stryju  o imieniu Fiachra I Lonn lub Fachtna mac Coilbad (MS folio 41e). Po pewnym czasie został królem Ulaidu (Ulsteru) po Cairellu I mac Muiredaig z Dál Fiatach, zmarłym w 526 r. Źródła błędnie podały liczbę lat jego panowania nad Ulsterem. Księga z Leinsteru oraz „Tablica Synchronistyczna Laud” podały dwadzieścia lat rządów. Po jego śmierci tron Dál nAraidi przeszedł na niejakiego Áeda I Brecca, zaś tron Ulsteru na Fergnę mac Óengusa z konkurencyjnej dynastii Dál Fiatach.

## Potomstwo
„Księga z Leinsteru” stwierdza, że Eochaid był przodkiem Ui Echach Ulaid. Jednak ten termin był popularny na terenie Ulaidu. Genealogie zamieszczone w „Rawlinson” nie zgadzają się z tym. Prawdopodobniejszą wersją jest ich pochodzenie od brata dziadka Caelbada, także Eochaida (Eochu). Synem Eochaida mac Condlai był Báetán, przyszły król Dál nAraidi. Ten zaś pozostawił po sobie dwóch synów oraz córkę:
- Fiachra Cáech (zm. 608 r.), ojciec syna:
  - Bécc, ojciec syna:
    - Scandal mac Bécce (zm. 646 r.), przyszły król Dál nAraidi
- Fiachna Lurgan (zm. 626 r.), przyszły król Dál nAraidi i Ulaidu
- Cumne (Cuman) Find („Biała”), żona Fiachny III mac Demmáin, króla Ulaidu